# BikeU
BikeU – operator publicznych systemów wypożyczania rowerów w Bielsku-Białej, Bydgoszczyi Zgierzu, a w przeszłości również w Jastrzębiu-Zdroju, Łomży, Krakowie i Szczecinie. Spółka należy do francuskiej grupy Egis.

## Obsługiwane systemy
Na początku 2014 roku BikeU zostało na rok operatorem krakowskiego roweru miejskiego KMK Bike, do którego wcześniej rowery, stacje i oprogramowanie dostarczył Nextbike. Rozdzielenie funkcji dostawcy sprzętu i operatora spowodowało konflikt obu firm i opóźnienie w starcie systemu.
6 maja 2014 spółka podpisała z miastem Szczecin umowę na obsługę systemu Bike S składającego się z ponad 33 stacji i 360 rowerów. System wystartował 22 sierpnia, uruchomiono wówczas 32 z 33 planowanych stacji. W trakcie pierwszego sezonu ubyło 7 rowerów. Wraz ze startem sezonu w 2015 roku uruchomiono jedną dodatkową stację i dołożono 10 rowerów. Na początku 2016 BikeU przegrało z Nextbikem przetarg na rozbudowę Bike_S o 45 stacji i 344 rowery, w wyniku czego 6 sierpnia Nextbike przejął obsługę systemu wraz z rowerami i stacjami dostarczonymi w 2014 i 2015 roku przez BikeU.
Na przełomie lipca i sierpnia 2014 BikeU podpisało z miastem Bielsko-Biała 4-letnią umowę na obsługę i zarządzenie systemem rowerów miejskich BBbike składającego się z 12 stacji i 120 rowerów. System został uruchomiony 1 października 2014. Na początku 2015 roku BikeU jako jedyny oferent wygrało przetarg na rozbudowę systemu o 6 dodatkowych stacji, jednakże przetarg został unieważniony ze względu na przekroczenie planowanego budżetu. W kolejnym przetargu, już tylko na 4 stacje, odwołał się Nextbike, który zakwestionował uczciwość zamówienia publicznego ze względu na wymóg kompatybilności nowych stacji ze starym systemem, w efekcie czego przetarg został unieważniony. Podczas całej 4-letniej umowy dokonano łącznie 57 260 wypożyczeń. W 2018 roku ze względu na problemy z rozstrzygnięciem przetargu na dalszą obsługę BBBike’a system nie funkcjonował. Pod koniec października 2018 podpisano umowę z firmą Egis Bike Poland w ramach której spółka Homeport Polska ma dostarczyć stacje i rowery, a BikeU ma być odpowiedzialny za wsparcie serwisowe i call center. System wystartował 1 kwietnia 2019.
6 listopada 2014 spółka podpisała z Bydgoszczą 3-letnią umowę na obsługę i zarządzenie Bydgoskim Rowerem Aglomeracyjnym, który składał się z 31 stacji i 310 rowerów (plus 31 zapasowych). System został uruchomiony 1 kwietnia 2015, a już 10 sierpnia został rozszerzony o 5 dodatkowych stacji i 48 rowerów (w tym 1 stacja i 8 rowerów ufundowane przez firmę prywatną). W listopadzie do systemu dołożono jeszcze jedną stację i 6 rowerów opłacone przez podmiot prywatny. W czasie tej 3-letniej umowy w systemie zarejestrowało się ponad 40 tys. użytkowników, którzy wykonali ponad 1,3 mln wypożyczeń. 10 stycznia 2018 BikeU i Bydgoszcz podpisały umowę na zarządzanie BRA na następne 3 lata. W ramach umowy przewidziano powiększenie systemu do 51 stacji i 550 rowerów.
14 lipca 2016 BikeU podpisało 8-letnią umowę na obsługę krakowskiego systemu rowerów miejskich. Umowa przewidywała, że system ma być całoroczny i mieć docelowo 150 stacji i 1500 rowerów. W odróżnieniu od innych podobnych systemów miasto zobligowało się dotować rower tylko w niewielkim stopniu (1 zł miesięcznie za każdy rower). 13 października system, który w międzyczasie nazwano Wavelo, został uruchomiony. Dostępnych było wówczas 15 stacji i 100 rowerów. 9 kwietnia 2017 system liczył 142 stacje i 840 rowerów. W marcu 2018 system składał się ze 158 stacji i ponad 1500 rowerów. Na początku listopada 2019 BikeU złożyło pisemne wypowiedzenie umowy na obsługę systemu.
18 maja 2017 spółka podpisała z Jastrzębiem-Zdrojem umowę na 4-miesięczny pilotaż systemu rowerów miejskich Polski Rower Jastrzębie składającego się z 4 stacji i 44 rowerów. System wystartował 29 czerwca.
22 marca 2018 BikeU podpisało z Łomżą i firmami z Łomży deklarację współpracy odnośnie do powstania systemu Łomżyńskiej Komunikacji Rowerowej obejmującego 13 stacji i 90 rowerów. System wystartował 28 kwietnia 2018 i funkcjonował (z przerwą zimową) do 1 listopada 2019. W 2020 ze względu na pandemię COVID-19 miasto pierwotnie chciało zrezygnować z funkcjonowania wypożyczalni, ale ostatecznie zdecydowano się na funkcjonowanie systemu od 12 czerwca do 30 października.
16 sierpnia 2018 wystartował Zgierski Rower Miejski składający się z 4 stacji i 24 rowerów.
17 maja 2019 BikeU podpisało z Toruniem 4-letnią umowę na obsługę Toruńskiego Roweru Miejskiego składającego się 40 stacji i 400 rowerów. System wystartował z końcem lipca, a 22 września został rozbudowany o 10 rowerów elektrycznych

## Udziałowcy
Spółka w całości należy do francuskiej grupy Egis, która jest obecna w ponad 100 krajach na świecie gdzie zajmuje się projektami z dziedziny eksploatacji i utrzymania infrastruktury transportowej, rozwoju miejskiego, budownictwa, przemysłu, wody, energii i środowiska.